# Ermita de San Miguel Arcángel (Tudela)
La ermita de San Miguel Arcángel de Tudela (Navarra) fue una ermita, probablemente del siglo XII, que se situaba en el término de Valdelafuente del municipio de Tudela, en los Montes de Cierzo. No debe confundirse, aunque estuviera en la misma zona, con la ermita de San Miguel de Afuera.

## Historia y cronología de construcción
Algunos autores, en concreto Saavedra, indican  que ya existía en 975, en tiempos de Wamba. Se menciona en la obra de José Vicente Díaz Bravo, «Memorias históricas de Tudela», mientras que Julio Altadill indica que hay memoria de la ermita de San Miguel Arcángel, que «se cree existía el año 975 en los montes de Cierzo, término de Valdelafuente, pero fue demolida en 1784».